# Gochavank
Vous lisez un « bon article » labellisé en 2009.
Gochavank ou Goshavank (en arménien Գոշավանք, « monastère de Goch » ; anciennement Nor-Getik, Նոր Գետիկ, « Nouveau Getik ») est un monastère arménien situé dans la communauté rurale de Goch dans le marz de Tavush, non loin de la ville actuelle de Dilidjan, au nord-est de l'Arménie. Le complexe a été édifié du XIIe au XIIIe siècle durant la période zakaride ; il est actif jusqu'à la fin du XIVe, puis du XVIIe au XIXe siècle.
L'église principale du monastère, Sainte-Mère-de-Dieu (Sourp Astvatsatsin), est précédée d'un gavit ; deux autres églises (Sourp Grigor et Sourp Grigor Lousavorich), plusieurs chapelles et une bibliothèque complètent le site. Le monastère porte le nom de son fondateur, le fabuliste, juriste et théologien Mkhitar Goch.
Aujourd'hui désaffecté sur le plan religieux et restauré en deux phases aux XXe et XXIe siècles, il est une attraction touristique régionale.

## Situation géographique
Pour des articles plus généraux, voir Tavush et Gougark.

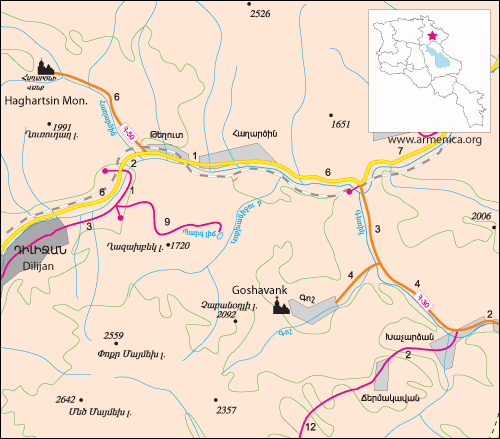
Situation de Gochavank.

Le monastère s'élève sur un monticule culminant à 1 252 m d'altitude et adossé aux parois rocheuses de la haute-vallée boisée de Tandzout, une petite vallée reliée à celle de l'Aghstev, au nord-est du haut-plateau arménien et sur la bordure extérieure du Petit Caucase.
Le complexe est situé sur le territoire de la communauté rurale de Goch, à 23 km de Dilidjan, dans le marz de Tavush, au nord-est de l'Arménie. Gochavank est également proche du monastère de Haghartsin, avec lequel il a été comparé par l'UNESCO à l'ensemble formé par les monastères de Haghpat et de Sanahin, conjointement inscrits sur la liste du patrimoine mondial de l'UNESCO. Il existe en outre un projet de l'intégrer, avec ce même monastère, au parc national de Dilidjan, qui l'entoure intégralement.

Historiquement, Gochavank est situé dans le canton de Varaznunik (par après Kolbopor) de la province de Gougark, une des quinze provinces de l'Arménie historique (dit royaume d'Arménie ou Grande-Arménie, -190 — 428) selon le géographe du VIIe siècle Anania de Shirak.

## Histoire
Pour un article plus général, voir Arménie zakaride.
Sous la protection du prince Ivanê Zakarian, lors de la « renaissance zakaride » succédant aux invasions seldjoukides et à la libération du nord de la Grande-Arménie par les Géorgiens appuyés par les Arméniens, le monastère est fondé en 1181 par Mkhitar Goch sous le nom de Nor-Getik (« Nouveau Getik »), à la suite de la destruction par un séisme du monastère de Getik (dont il ne subsiste que des ruines), 20 km plus à l'est. Il semble que le site ait été l'emplacement d'une forteresse de l'âge du fer, comme le laissent croire les ruines du réfectoire.

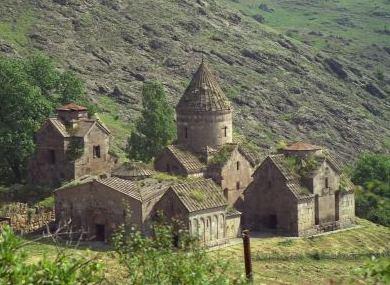
Le monastère avant sa dernière restauration.

Deux premières églises en bois (Sourp Grigor Lousavorich et Sourp Karapet Hovnan, dont il ne subsiste rien) font rapidement place à un premier bâtiment en pierre, Sourp Astvatsatsin. Devenant un centre majeur d'enseignement sous son maître principal Mkhitar Goch et participant ainsi au renouveau de l'Arménie zakaride, le monastère, dont la réputation s'étend jusqu'en Cilicie, prend son nom actuel à la mort de son fondateur (1213). Parmi les étudiants célèbres du monastère figurent Hovhannès Vanakan, Kirakos de Gandzak, qui en a laissé une description à son époque, et Vardan Areveltsi.
D'autres bâtiments sont érigés sous le supérieur Magistros (1213-1252) au XIIIe siècle, mais le complexe est abandonné à la fin du XIVe siècle lors des invasions timourides (avec notamment l'incendie de la bibliothèque et de ses 15 000 volumes) ; il renaît du XVIIe au XIXe siècle avant d'être à nouveau abandonné.

Une première restauration intervient sous l'ère soviétique, de 1957 à 1966, et un petit musée est créé en 1972. Une deuxième restauration a été menée après l'indépendance du pays, dans les années 2000, avec notamment la pose de toits transparents sur certains des édifices.

## Bâtiments
Pour un article plus général, voir Architecture arménienne.
Assez proches les uns des autres en termes d'urbanisme monastique, les principaux bâtiments du monastère sont les églises Sourp Astvatsatsin, Sourp Grigor, Sourp Grigor Lousavorich et la bibliothèque.
| Plan du monastère | \| Sur ce plan, le nord est à gauche. 1. Sourp Astvatsatsin (« Sainte-Mère-de-Dieu », 1191-1196). 2. Sourp Grigor (« Saint-Grégoire », 1231). 3. Sourp Grigor Lousavorich (« Saint-Grégoire-l'Illuminateur », 1231/1237). 4. Chapelle double. 5. Chapelle simple. 6. Gavit (« narthex », 1197-1203 et 1231-1241). 7. Tour-clocher et bibliothèque (1291). 8. Réfectoire. 9. Galerie couverte. \| |
| Sur ce plan, le nord est à gauche. 1. Sourp Astvatsatsin (« Sainte-Mère-de-Dieu », 1191-1196). 2. Sourp Grigor (« Saint-Grégoire », 1231). 3. Sourp Grigor Lousavorich (« Saint-Grégoire-l'Illuminateur », 1231/1237). 4. Chapelle double. 5. Chapelle simple. 6. Gavit (« narthex », 1197-1203 et 1231-1241). 7. Tour-clocher et bibliothèque (1291). 8. Réfectoire. 9. Galerie couverte. | |

### Sourp Astvatsatsinet songavit
La principale église du complexe est Sourp Astvatsatsin (« Sainte-Mère-de-Dieu », 1), érigée du vivant de Mkhitar, de 1191 à 1196, consacrée en 1197 et restaurée au XIIIe siècle. Cette croix inscrite reprend le plan de la salle à coupole, avec les pièces d'angle ouest largement ouvertes. Elle est surmontée d'un tambour cylindrique orné d'entrelacs et d'un dôme conique supportés par des arcs brisés et quatre pendentifs. Ses murs sont ornés à l'extérieur de niches triangulaires à l'est et au sud, et sont percés par l'entrée principale (donnant sur le gavit à l'ouest) et par une autre entrée au nord.

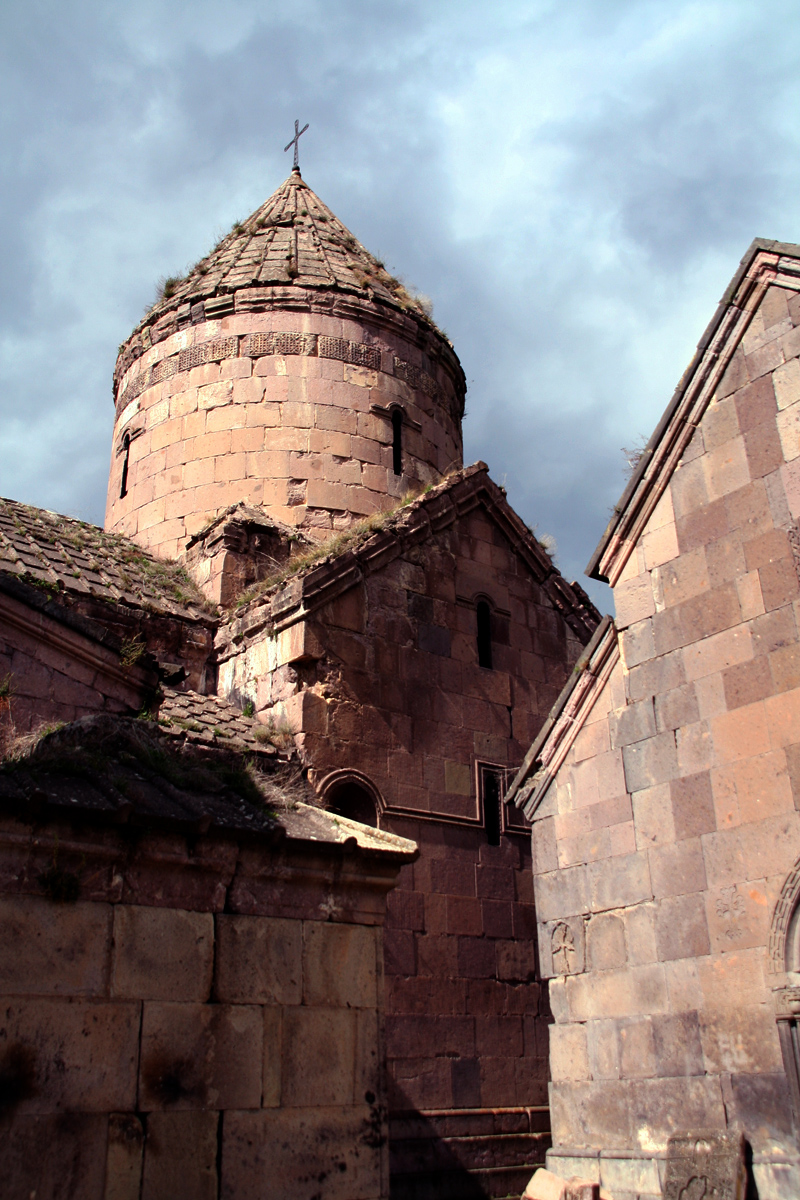
Sourp Astvatsatsin depuis le sud-ouest, avec les deux chapelles (cf. infra).
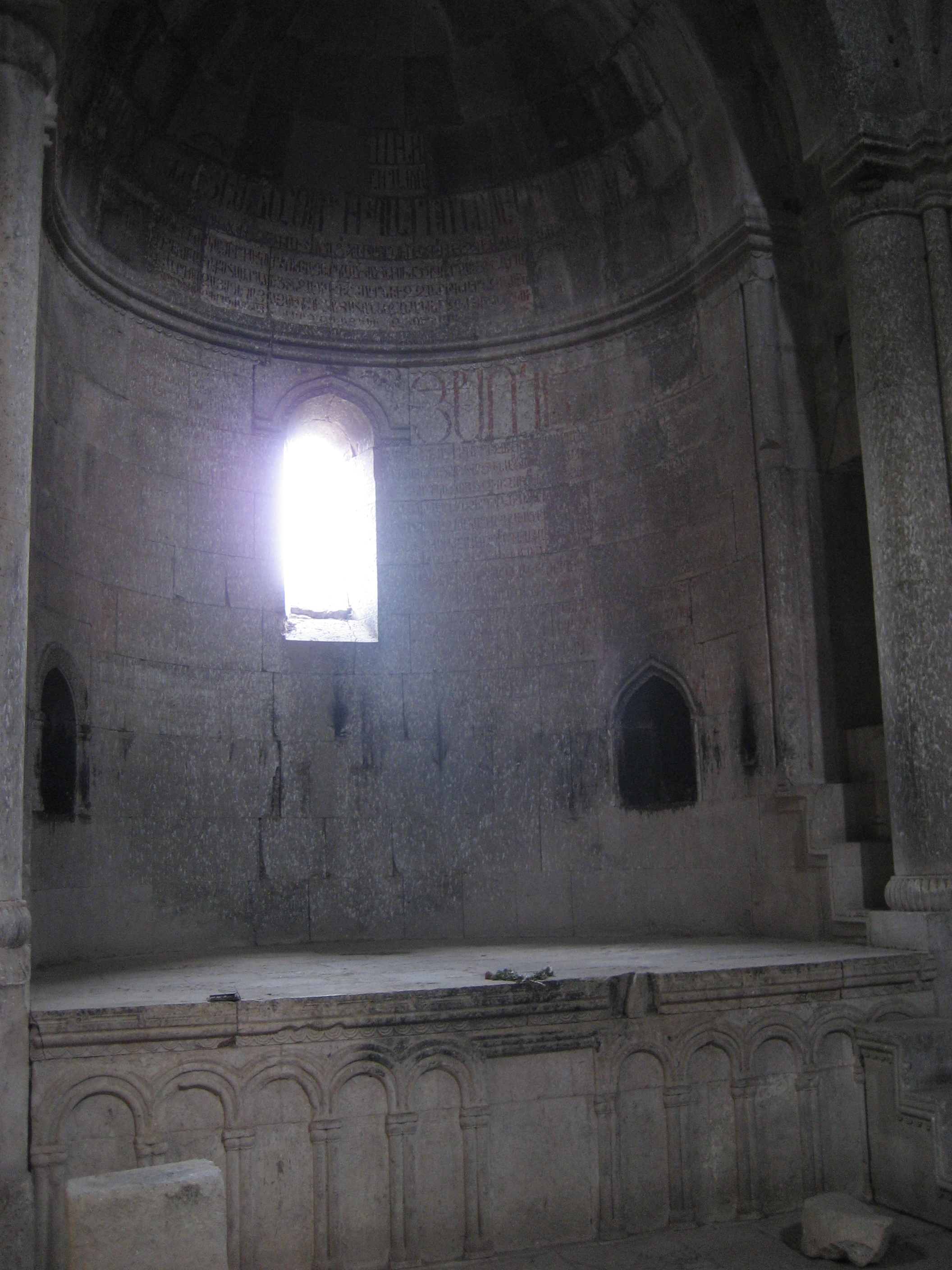
Autel de Sourp Astvatsatsin.
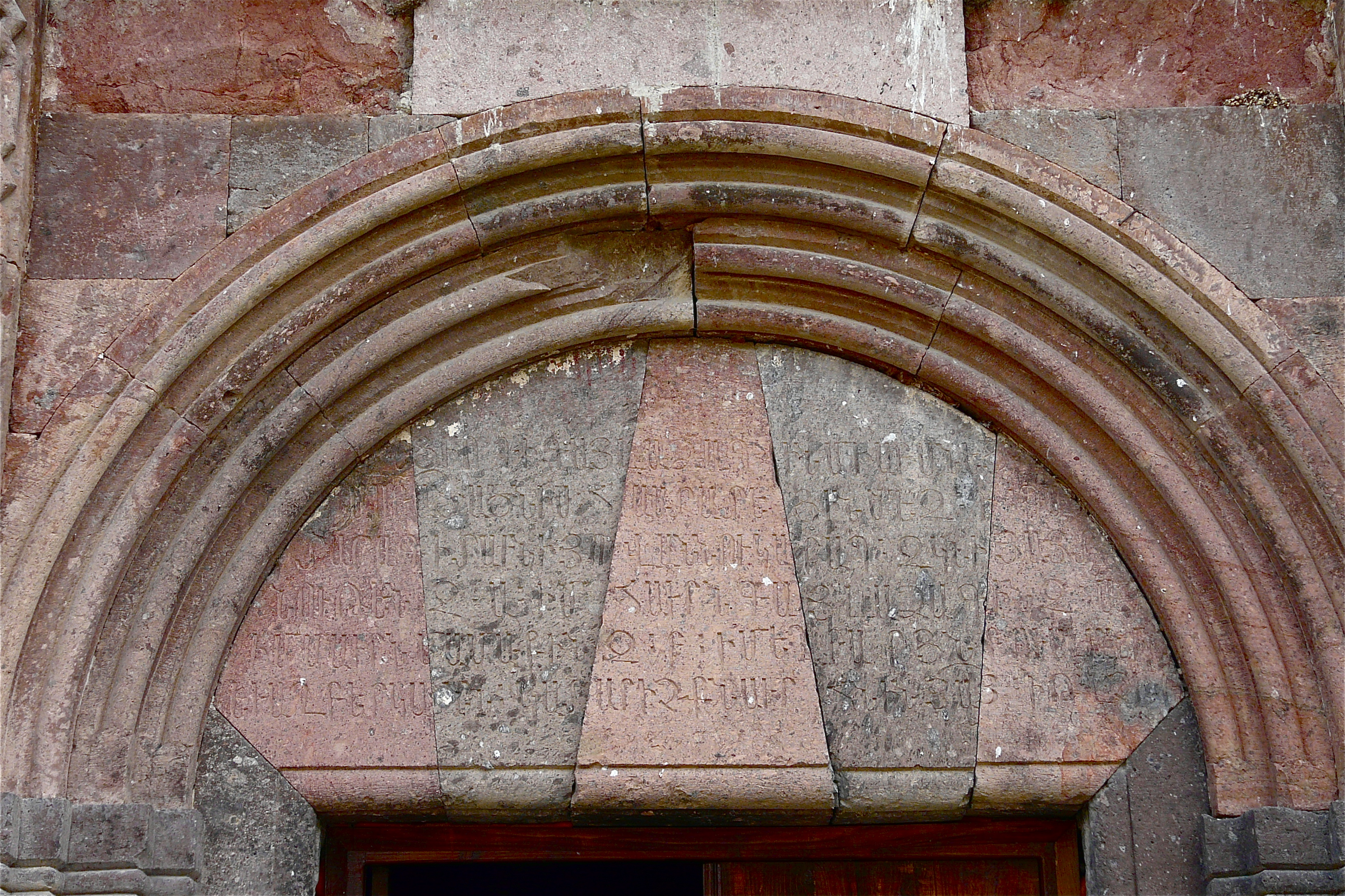
Tympan du portail du gavit.
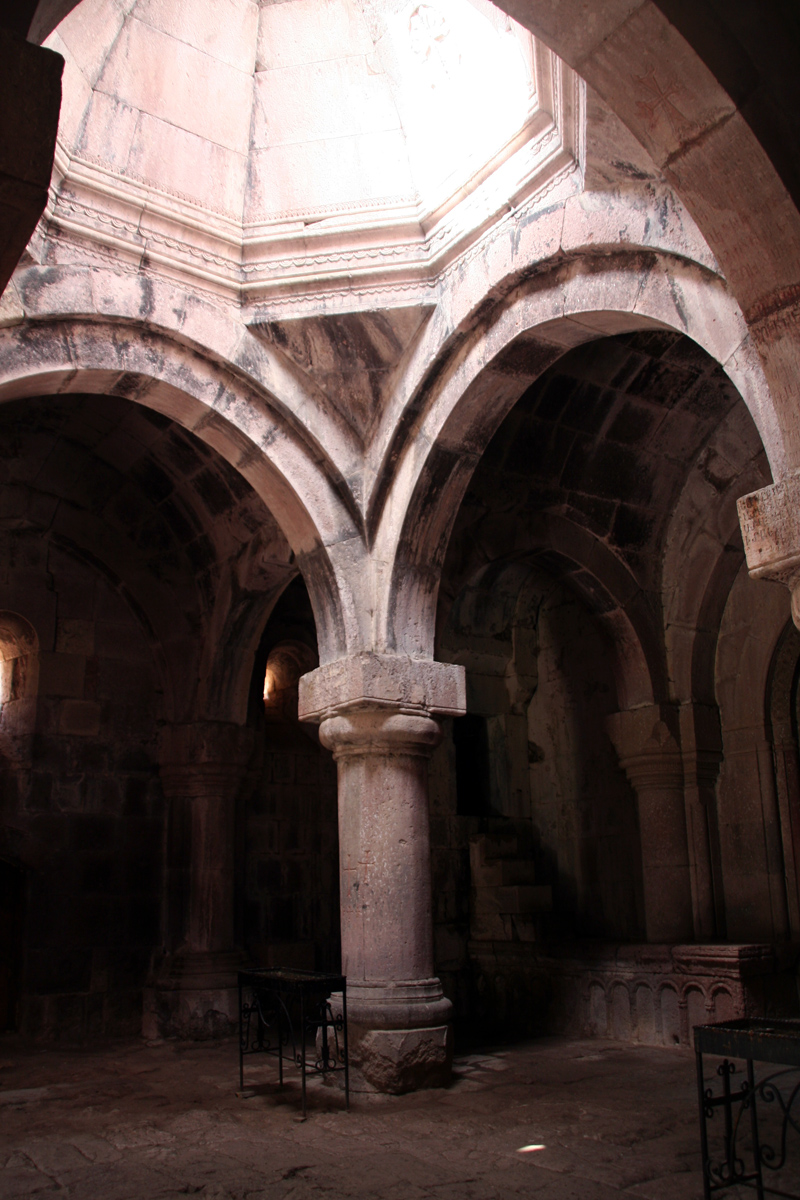
Intérieur du gavit.

Sourp Astvatsatsin est complétée à l'ouest d'un gavit (6) érigé de 1197 à 1203 et de 1231 à 1241. Ce quadrilatère à la structure interne cruciforme est centré sur sa coupole à huit pans, laquelle est supportée par quatre colonnes et par quatre arcs, et est complété dans ses coins est par deux chapelles. Son portail est situé à l'ouest et est orné d'un chambranle cintré inscrit dans un autre chambranle rectangulaire à chaîne seldjoukide.

### Sourp Grigor
Au sud de l'église principale a été bâtie l'église Sourp Grigor (« Saint-Grégoire », 2), achevée en 1231. Son plan est similaire à celui de Sourp Astvatsatsin, avec sa structure en croix inscrite complétée de deux chapelles à l'est et surmontée d'un tambour et d'un dôme ; ses façades sont ornées de niches, excepté à l'ouest où se trouve son portail au chambranle cintré à la double chaîne seldjoukide.

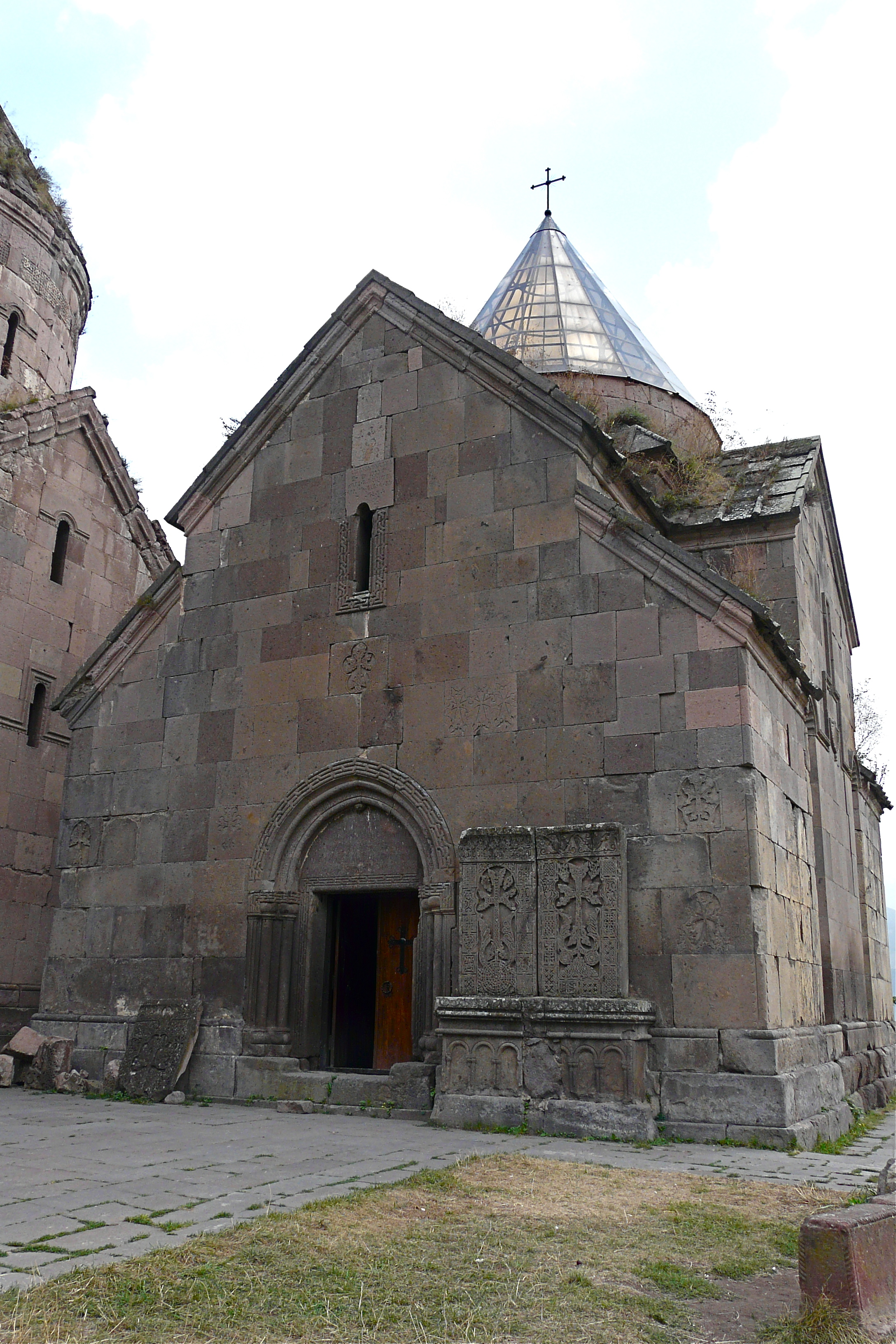
Façade occidentale de Sourp Grigor.
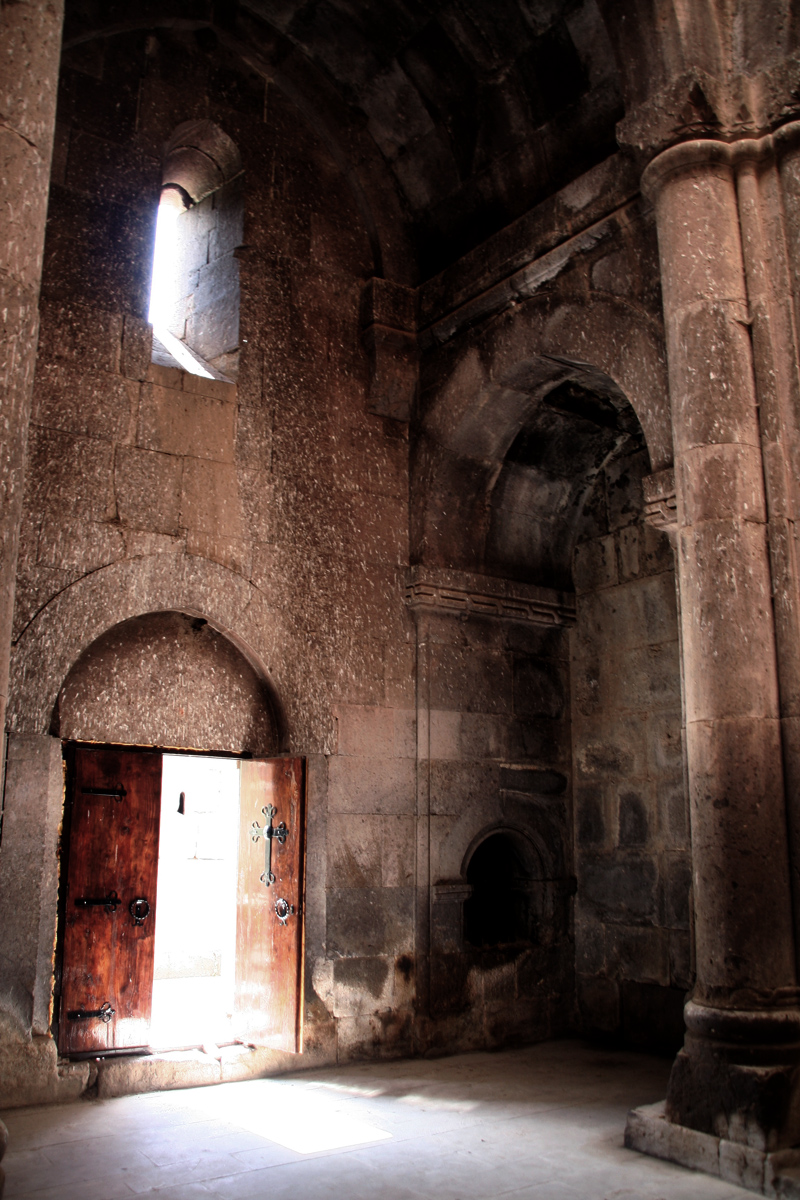
Intérieur de Sourp Grigor.
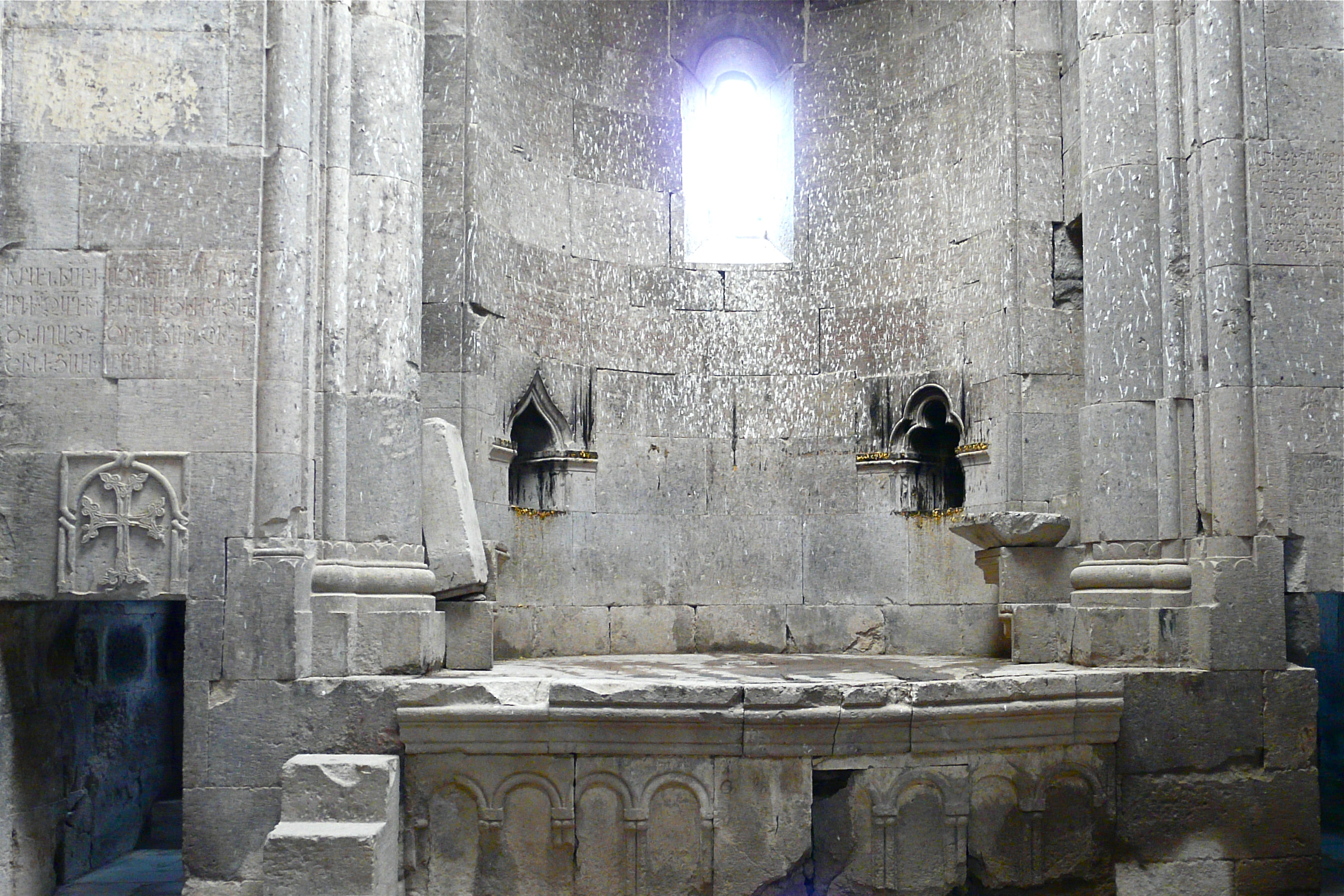
Autel de Sourp Grigor.

### Sourp Grigor Lousavorich
Au sud du gavit se situe l'église Sourp Grigor Lousavorich (« Saint-Grégoire-l'Illuminateur », 3), érigée en 1231 (ou 1237) par le prince Grigor Tgha. Cette mononef à voûte en berceau est dotée à l'est d'une abside abritant l'autel et ornée de cinq niches, et de deux chapelles de coin. Son décor intérieur se distingue notamment par ses colonnes torsadées. Ses façades sont ornées d'arcades aveugles et de colonnes, la façade orientale étant en outre munie de trois fenêtres et de deux niches. La façade occidentale se distingue par le portail à l'ornementation sculptée complexe évoquant l'art musulman, avec son arc en accolade, ses étoiles et ses motifs végétaux. De part et d'autre du portail figuraient deux khatchkars, œuvres d'un certain Pavlos ou Poghos réalisées en 1291, « exceptionnels par leur raffinement » et rattachables à l'école du Vayots Dzor de Momik. Un seul subsiste sur place, le second étant exposé au musée d'histoire de l'Arménie.

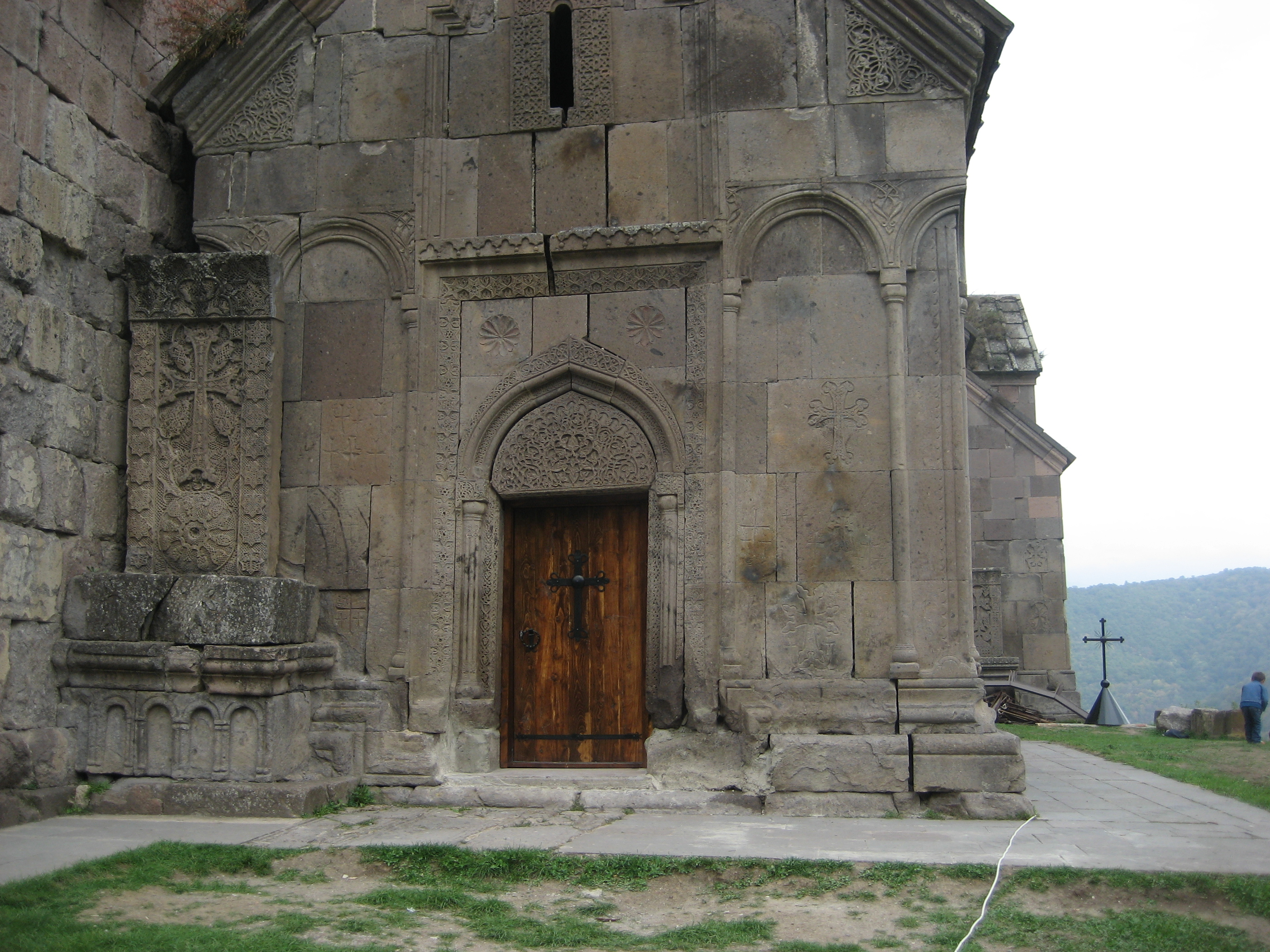
Façade occidentale de Sourp Grigor Lousavorich et son khatchkar.
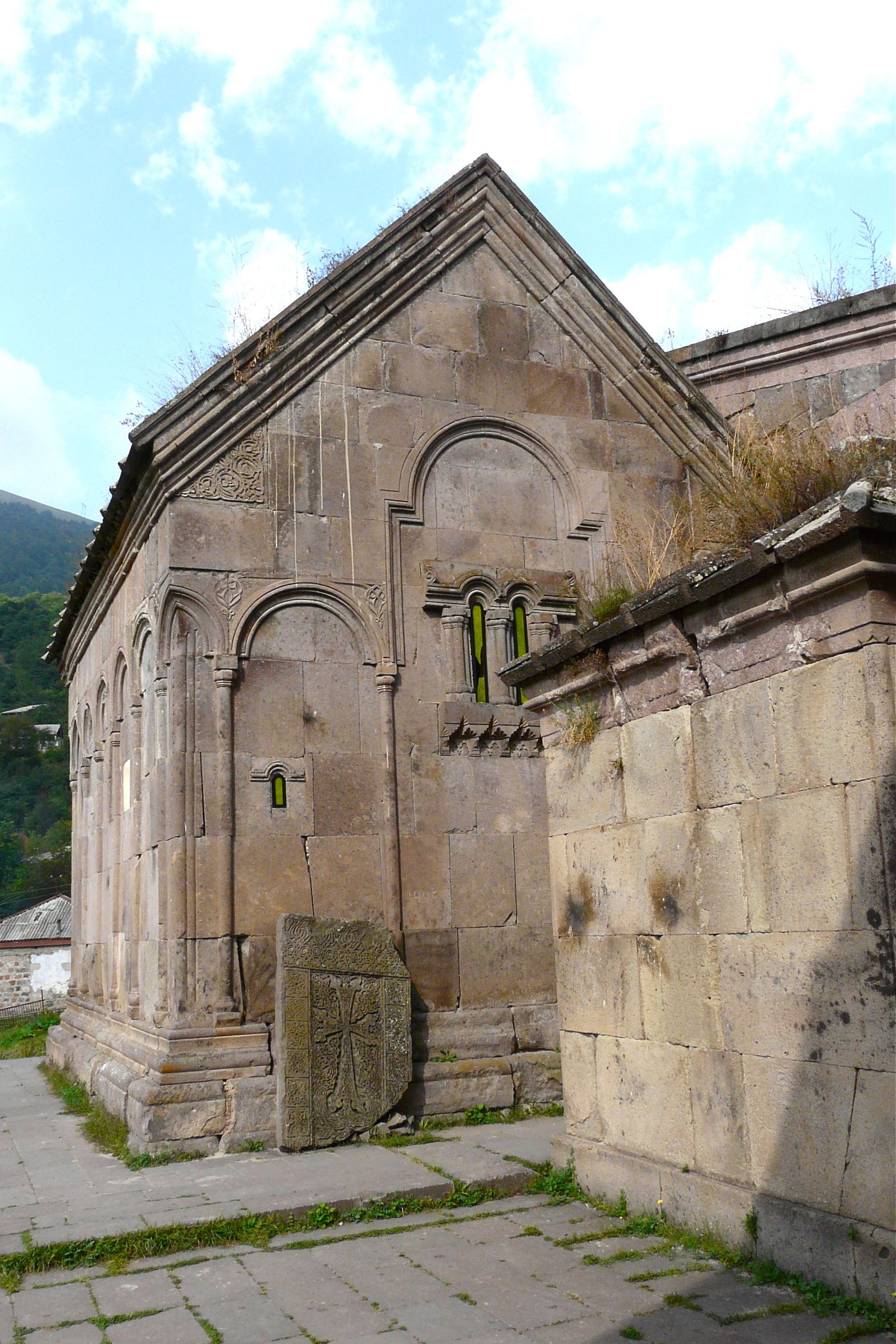
Façade occidentale de Sourp Grigor Lousavorich.
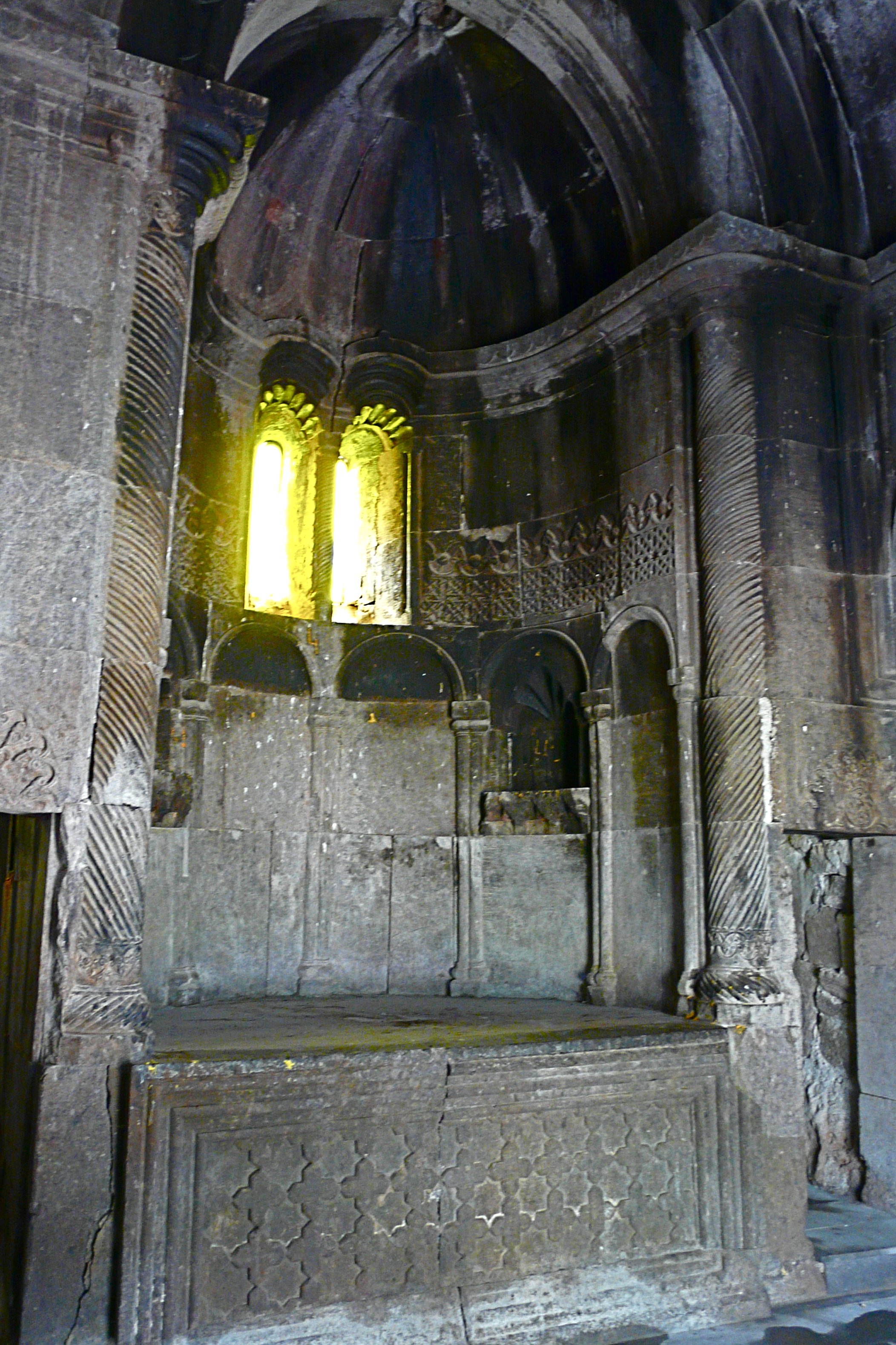
Autel de Sourp Grigor Lousavorich.

### Autres bâtiments
Connecté à la façade septentrionale du gavit par une galerie couverte (9) à quatre arcs, un bâtiment (7) a été construit en 1291 et présente une structure inhabituelle pour l'architecture arménienne superposant deux croix inscrites surmontées d'une tour-clocher en rotonde. Œuvre des architectes Grigor et Zakios, il abrite la bibliothèque ou matenadaran et une chapelle (premier étage) dédiée aux archanges Gabriel et Michel. L'ensemble est supporté par une double paire d'arcs croisés, dont quatre coins ainsi formés sont ornés de stalactites, et par quatre paires de colonnes, et est doté de fenêtres sur trois des façades. L'accès à l'étage supérieur est assuré par un escalier extérieur adossé à la façade occidentale. Les ruines du réfectoire (8) du monastère, un second gavit probablement autrefois doté d'un toit en bois, sont situées directement à l'ouest de ce bâtiment.

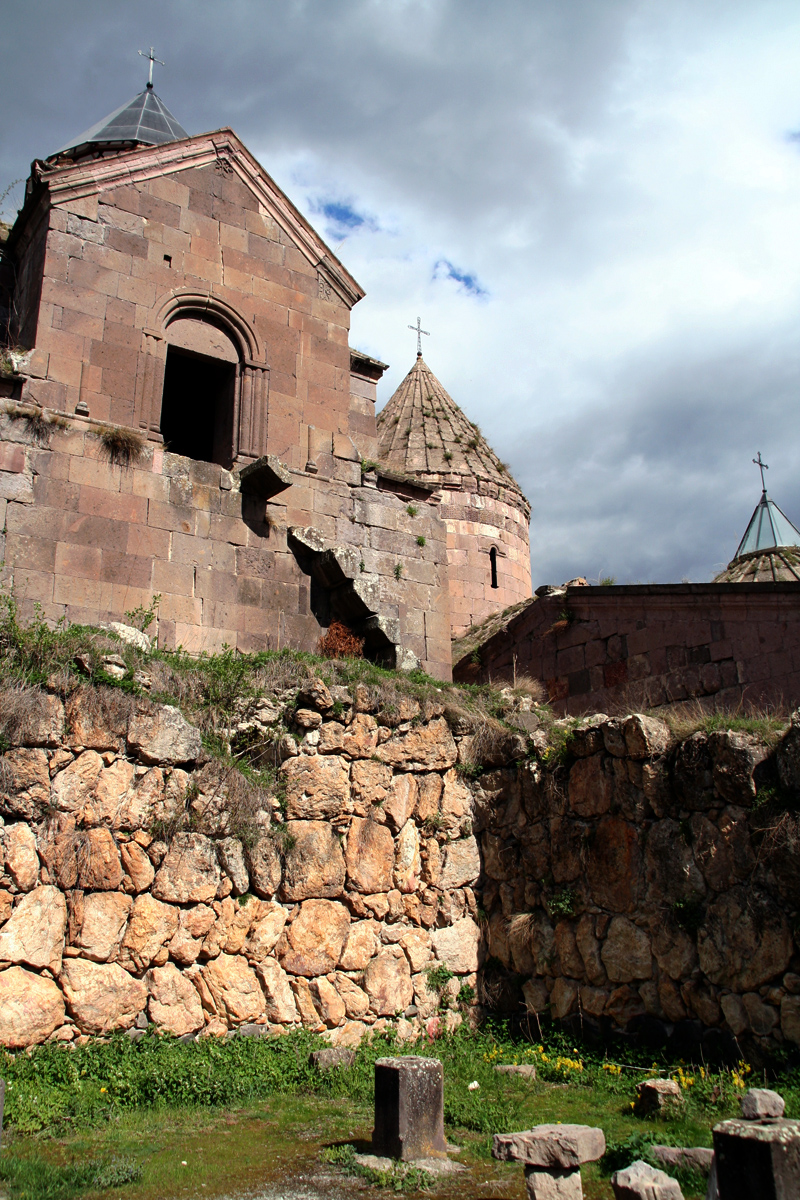
Ruines du réfectoire.
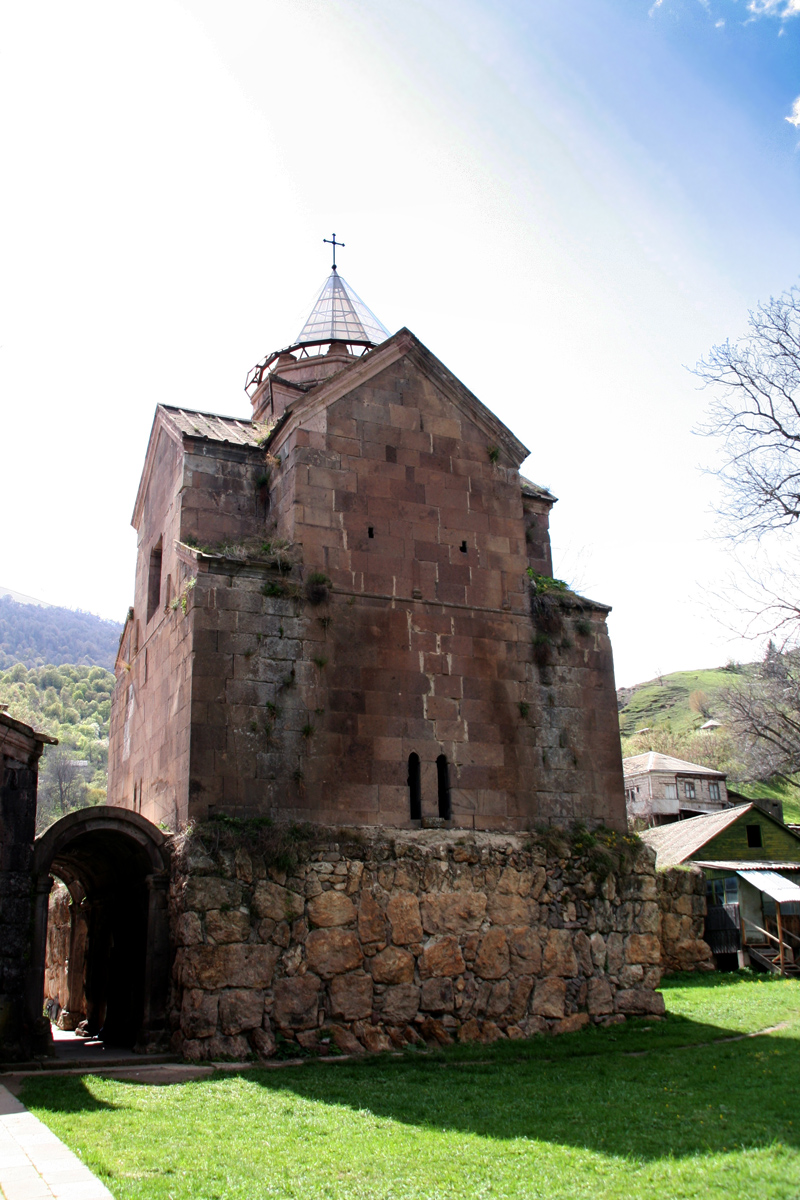
La tour-clocher, sur la droite, et la galerie couverte.
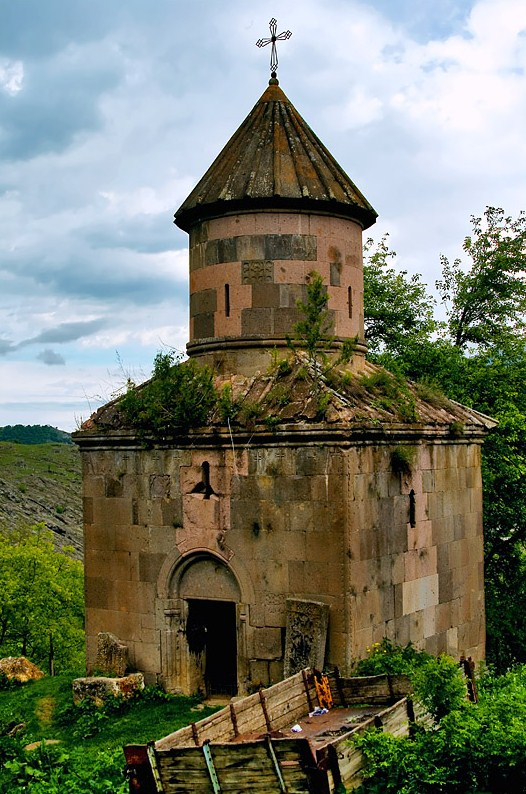
Sourp Gevork, chapelle funéraire de Mkhitar Goch.
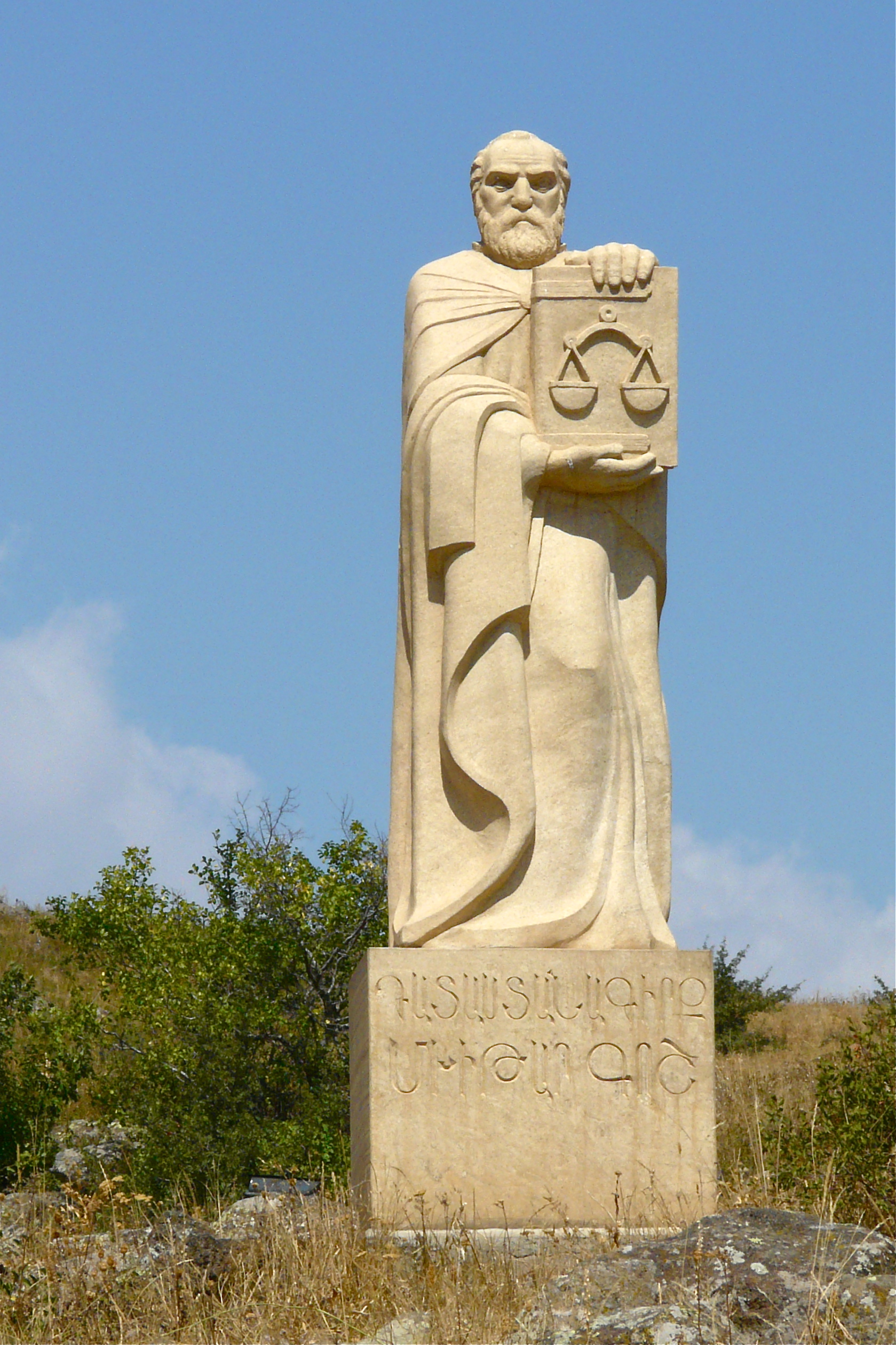
Statue de Mkhitar Goch tenant son Livre de lois, près d'Aparan, Arménie.

Le site est complété par deux chapelles (4) adossées au sud-est du gavit, ainsi que d'une autre (5) aujourd'hui en ruines à l'est de Sourp Grigor. Le complexe était en outre entouré de murs, dont presque rien ne subsiste.
Enfin, à l'écart au sud-ouest se dresse la chapelle funéraire de Mkhitar Goch, Sourp Gevork (« Saint-Georges »), une chapelle cruciforme bâtie en 1254 (ou 1255). Le caveau du fondateur du monastère n'a quant à lui pas subsisté.